# Saint-Mars-de-Coutais
Saint-Mars-de-Coutais település Franciaországban, Loire-Atlantique megyében. Lakosainak száma 2644 fő (2022. január 1.). Saint-Mars-de-Coutais Bouaye, Machecoul-Saint-Même, Port-Saint-Père, Saint-Léger-les-Vignes, Saint-Lumine-de-Coutais, Sainte-Pazanne és Saint-Philbert-de-Grand-Lieu községekkel határos.

## Népesség
A település népessége az elmúlt években az alábbi módon változott:
| Lakosok száma | 1231 | 1518 | 1744 | 2404 | 2587 | 2627 | 2610 | 2571 | 2600 | 2644 |
|               | 1968 | 1982 | 1990 | 2006 | 2013 | 2015 | 2017 | 2019 | 2020 | 2022 |